# Морсхаузен
Морсхаузен (њем. Morshausen) општина је у њемачкој савезној држави Рајна-Палатинат. Једно је од 134 општинска средишта округа Рајн-Хунсрик. Према процјени из 2010. у општини је живјело 385 становника. Посједује регионалну шифру (AGS) 7140205.

## Географски и демографски подаци
Морсхаузен се налази у савезној држави Рајна-Палатинат у округу Рајн-Хунсрик. Општина се налази на надморској висини од 334 метра. Површина општине износи 7,6 km². У самом мјесту је, према процјени из 2010. године, живјело 385 становника. Просјечна густина становништва износи 51 становника/km².